# Anamorph
Anamorph is een Amerikaanse gespecialiseerde thriller uit 2007 onder regie van Henry S. Miller. Deze schreef, samen met Tom Phelan, zelf het verhaal van de film.

## Verhaal
Stan Aubray hield zich vijf jaar geleden als rechercheur intensief bezig met de jacht op een seriemoordenaar, wiens misdaden de bijnaam 'de Uncle Eddie-moorden' hadden. Daarbij kwam onder meer zijn eigen vriendin om het leven. Nadat Aubrays hoofdverdachte bij een inval in zijn woning doodgeschoten werd, stopten de moorden. De rechercheur stopte daarna met zijn werk en ging in plaats daarvan lesgeven in onderzoeksmethoden aan rechercheurs in opleiding.
Vijf jaar later wordt Aubray gevraagd om toch weer te assisteren bij een moordzaak. Wanneer hij met de pas gepromoveerde rechercheur Carl Uffner het oplopende aantal moorden onderzoekt, begint het hoe langer hoe duidelijker te worden dat hier sprake is van exact hetzelfde modus operandi als destijds bij de Uncle Eddie-moorden. De vraag dringt zich op of iemand deze aan het nadoen is, of dat de echte moordenaar destijds de dans ontsprongen is.
Aubray probeert nieuwe invalshoeken te vinden door te spreken met zijn vriend Blair Collet, een kunstkenner. De lijken van zowel de oorspronkelijke Uncle Eddie-moorden als de huidige moordpartijen, zijn namelijk telkens achtergelaten in een duidelijk doelmatige rangschikking. De meeste composities stellen alleen iets duidelijks voor wanneer ze vanuit een bepaalde hoek bekeken worden. Collet wijst Aubray daarop op het bestaan van een techniek in de kunst genaamd anamorfose, waarbij één en dezelfde beeltenis iets heel anders voor kan stellen wanneer deze vanuit een andere hoek gezien wordt.

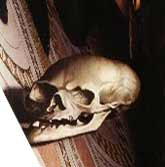

- Een voorbeeld van anamorfose dat Collet in de film belicht, is dat in het schilderij De Ambassadeurs van Hans Holbein. Wanneer de 'vlek' op de grond tussen de twee mannen op de linkerafbeelding vanuit een bepaalde hoek bekeken wordt, wordt de schedel uit de rechterafbeelding zichtbaar.

## Rolverdeling
| Acteur         | Personage            |
| -------------- | -------------------- |
| Hoofdrollen    |                      |
| Willem Dafoe   | Stan Aubray          |
| Scott Speedman | Carl                 |
| Peter Stormare | Blaire               |
| Clea DuVall    | Sandy                |
| James Rebhorn  | Brainard             |
| Bijrollen      |                      |
| Amy Carlson    | Alexandra Fredericks |
| Yul Vazquez    | Jorge                |